# Топалов, Сергей Валерьевич
Серге́й Вале́рьевич Топа́лов (укр. Сергій Валерійович Топалов; род. 15 августа 1965, Симферополь) — украинский и российский государственный деятель, 2-й секретарь Крымского республиканского комитета КПУ. Народный депутат Украины 7-го созыва.

## Биография
В 1982—1983 годах — на заводе «Фотон» города Симферополя. В 1983—1985 годах — служба в Советской Армии. В 1985—1995 годах — на заводе «Фотон» города Симферополя. Образование высшее. Окончил исторический факультет Симферопольского государственного университета имени Фрунзе. Член КПУ.
В 1996—2003 годах— 1-й секретарь Крымского республиканского комитета комсомола. В 2000—2003 годах— секретарь ЦК ЛКСМУ. С 2003 года-инструктор, заведующий Организационным отделом Крымского республиканского комитета КПУ. В 2007—2011 годах— заместитель председателя Республиканского комитета АР Крым по физической культуре и спорту. С апреля 2011 года — 2-й секретарь Крымского республиканского комитета КПУ.
Народный депутат Украины 7-го созыва c З.12.2012 до .05.2014 от КПУ № 21 в списке. Сложил депутатские полномочия 13.05.2014. Член фракции КПУ (З.12.2012), председатель подкомитета по вопросам физической культуры и спорта Комитета по вопросам семьи, молодёжной политики, спорта и туризма (З.12.2012).
Заслуженный работник физической культуры и спорта АРК.
Поддержал принятие Законов от 16 января 2014 года. После аннексии Крыма Россией принял российское гражданство и вступил в КПРФ.